# 茨城県道193号杉崎友部線

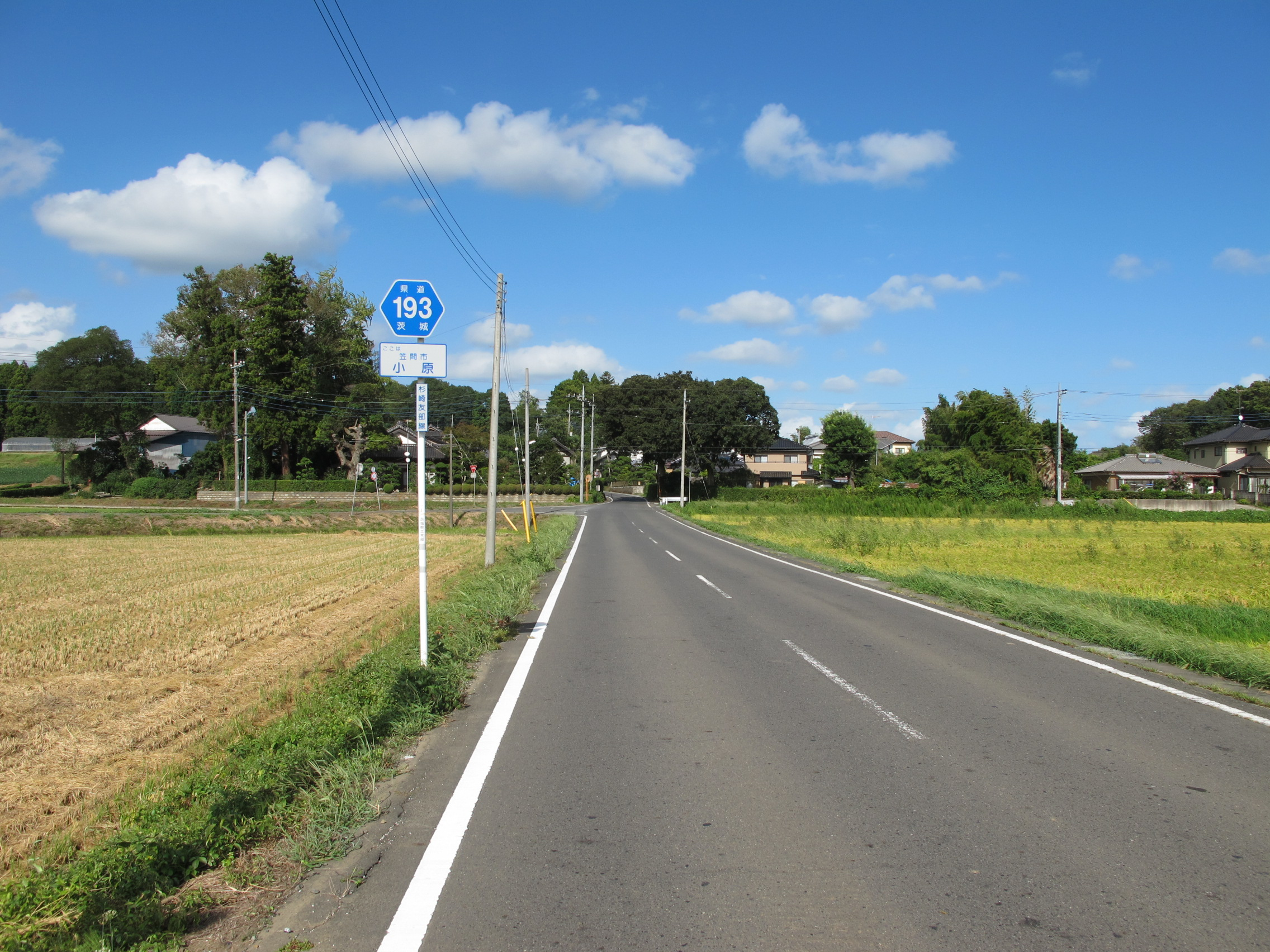
笠間市小原（2012年9月）

茨城県道193号杉崎友部線（いばらきけんどう193ごう すぎさき ともべせん）は、茨城県水戸市杉崎町から同県笠間市（友部地区）に至る一般県道である。

## 概要
水戸市杉崎町の国道50号三軒屋交差点から笠間市（旧友部町）大田町を、ほぼJR常磐線の北側に沿って東西に結ぶ約6.6キロメートル (km) の一般県道。笠間市南友部の宮前交差点で交差する都市計画道路宿大沢線の一部が、本路線の支線となっており、友部市街地の東部で縦断して同市街地の笠間市平町で茨城県道281号平友部停車場線に接続する。

### 路線データ
- 起点：水戸市杉崎町（国道50号交点＝三軒屋交差点）[1]
- 終点：笠間市大田町（国道355号交点＝大田町十字路）[1]
- 総延長：6.569 km[2]
- 重用延長：0.016 km[2]
- 未供用延長：なし[2]
- 実延長：6.553 km[2]
- 自動車交通不能区間延長[注釈 1]：なし[2]

## 歴史
1959年（昭和34年）10月14日、新たな県道として東茨城郡内原村大字杉崎を起点とし、西茨城郡友部町を終点とする区間を本路線とする県道杉崎友部線として茨城県が県道路線認定した。
1995年（平成7年）に整理番号193となり現在に至る。

### 年表
- 1923年（昭和3年）3月1日：現在の路線の前身である宍戸水戸線が路線認定される。
- 1959年（昭和34年）10月14日
  - 現在の路線が路線認定される（図面対照番号202）[3]。
  - 道路の区域は、東茨城郡内原村大字杉崎の二級国道前橋水戸線（現・国道50号）分岐から西茨城郡友部町大字南友部の県道茨城友部線（現・国道355号現道）交点までと決定された[1]。
- 1984年（昭和59年）11月12日：西茨城郡友部町大字小原 - 大字鴻巣の旧道（906m）が指定解除され、友部町道へ降格[4]。
- 1995年（平成7年）3月30日：整理番号259から現在の番号（整理番号193）に変更される[5]。
- 2000年（平成12年）7月3日：友部町大字南友部（宮前交差点） - 同町大字平町字大沢の、整備中の都市計画道路宿大沢線が本県道路線の区域に指定される[6]。
- 2006年（平成18年）2月14日：友部町東平3丁目（一般県道友部内原線） - 同町東平4丁目（友部小学校前）の都市計画道路宿大沢線の一部区間（560 m）が開通する[7][8]。
- 2010年（平成22年）3月26日：笠間市東平4丁目（友部小学校前） - 同市平町字大沢の区間（640 m）の道路開通により、都市計画道路宿大沢線の全線が開通する[9][10]。

## 路線状況
起点から笠間市小原地内は、1.5車線の未改良道路が続く。笠間市南友部から終点の大田町十字路まで2車線の道路であるが、宮前交差点 - 南友部交差点の区間は1.5車線の未改良区間である。宮前交差点で交差する都市計画道路宿大沢線が、本路線の支線となっている。
道路法の規定に基づき、は、緊急輸送道路として機能を維持するため、災害発生時の被害拡大防止を目的に道路用地内に電柱を建てることが制限されている。
- 水戸市三湯（三軒屋交差点） - 笠間市南友部（一般県道友部内原線交差）[11]
- 笠間市南友部（宮前交差点） - 同（南友部交差点）[11]
- 笠間市東平三丁目（県道友部内原線交差） - 笠間市平町（県道平友部停車場線交差）[12]

### 通称・バイパス
- 都市計画道路 宿大沢線
宿大沢線は、笠間市南友部の「北山公園入口」交差点から同市平町字大沢の一般県道平友部停車場線交点を結ぶ、友部駅前市街地を中心とする延長2.67 km、幅員18 m（2車線・両側歩道）の環状道路。このうち、南友部の杉崎友部線現道交点（宮前交差点）から平友部停車場線交点までの2.031 km区間が、本県道路線に指定されバイパス路となる。友部駅の東側でJR常磐線を跨線橋で渡る。昭和63年度から整備事業が始まり、2010年（平成22年）3月29日に全線が開通した[10]。

## 地理

### 通過する自治体
- 茨城県
  - 水戸市 - 笠間市

### 交差する道路
- 国道50号（起点・三軒屋交差点）
- 茨城県道105号友部内原線（笠間市南友部）
- 国道355号（終点・大田町十字路）

### 沿線
- JR常磐線・水戸線 友部駅
- 広慶寺